# Attached-X-Chromosom

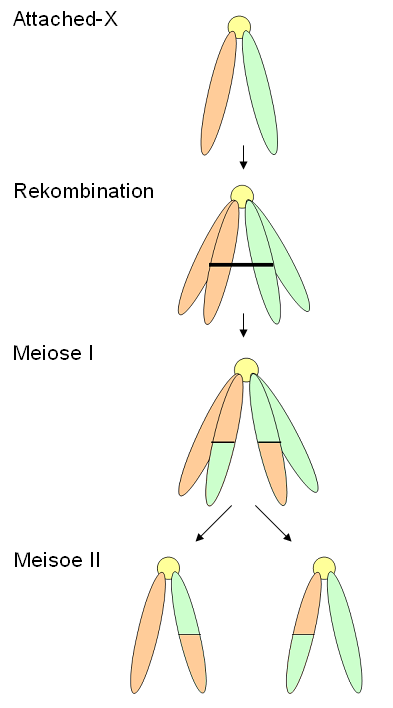
Verteilung von genetischen Markern (rot/grün) im Attached-X-Chromosom durch Rekombination. Das Centromer ist gelb dargestellt.

Bei den sogenannten Attached-X-Chromosomen handelt es sich um spezielle X-Chromosomen von Drosophila, die im Centromer miteinander verschmolzen sind.
Daher verhalten sich diese beiden Chromosomen wie ein einziges (zum Beispiel bei der Verteilung während Mitose und Meiose), repräsentieren allerdings einen diploiden Zustand.
Dieses spezielle Verhalten bietet eine der wenigen Möglichkeiten bei höheren Eukaryoten die Auswirkungen der Rekombination während der Meiose direkt zu untersuchen. 
Da nach einer Rekombination innerhalb des Attached-X-Chromosoms die beiden Chromosomen nicht getrennt werden (keine Reduktionsteilung), kann in den resultierenden Keimzellen das Ergebnis der Rekombination direkt abgelesen werden, wenn ein Arm Markergene enthielt. Aus den Ergebnissen dieser Beobachtungen folgerte man, dass die Rekombination im Bivalent stattfinden muss.